# Танаельва

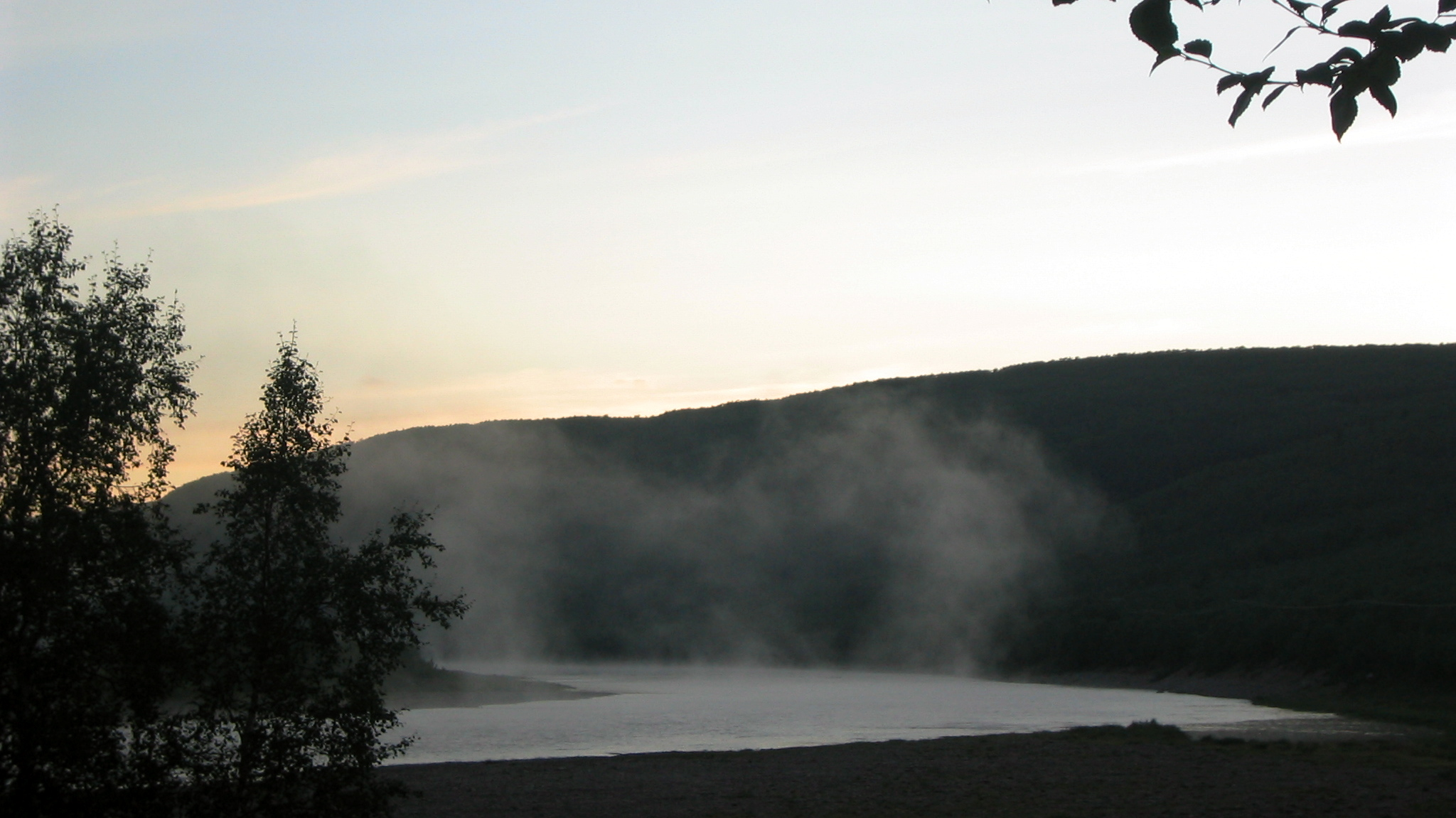
Літня ніч на річці

Танаельва, Тана (норв. Tanaelva, швед. Tana älv) — річка, що протікає на межі Норвегії і Фінляндії (фюльке Фіннмарк і провінція Лапландія). В саамській мові назва означає «велика річка». П'ята за довжиною річка Норвегії. Довжина річки 361 км, площа басейну 16 377 км², середньорічний стік 197 м³/с.
Утворюється злиттям річок Анарйокка (фін. Inarijoki; норв. Anarjohka) і Карашйокка (норв. Karasjohka; півн.-саам. Kárášjohka). Місце злиття знаходиться за 12 км на схід від норвезького міста Карасьйок. Протікає по Норвезькій комуні Тана, яка і отримала назву від річки. Річка впадає в Танафіорд. Гирло річки вважається одним з найбільших незайманих річкових дельт Європи.

## Риболовля
Річка відома серед рибалок своїм великим лососем і є найпродуктивнішою у Фінляндії та Норвегії. У 1929 році тут був спійманий атлантичний лосось рекордною вагою в 36 кг. У 2013 році відзначалася поява в річці нетипового для Фінляндії та Норвегії «російського лосося», що пов'язують з глобальною зміною клімату.

## Транспорт
Через річку побудовані мости:
- Тана (норв. Tana bru), споруджений в 1948 році, довжина головного прольоту — 195 метрів;
- Лапландський (фін. Saamen silta), споруджений в 1993 році, довжина головного прольоту — 155 метрів.